# Culex milwardi
Culex milwardi är en tvåvingeart som beskrevs av Xavier och Silva Mattos 1972. Culex milwardi ingår i släktet Culex och familjen stickmyggor. Inga underarter finns listade i Catalogue of Life.